# 喜砂蘆䲁
喜砂蘆䲁（學名：Ruanoho whero），為輻鰭魚綱䲁形目三鰭䲁科蘆䲁屬的一個種，分布於西南太平洋紐西蘭海域，深度0至21公尺，本魚體延長，頭部和吻部扁平而尖，眼睛周圍有一條深色帶，頭部和鰭上有細細的藍色線條圖案，背鰭3個，體長可達9公分，成魚棲息在沿海岩石區的岩縫或洞穴，以小型無脊椎動物為食，雌魚產附著性卵在藻類築的巢，雄魚會守護卵，幼魚為浮游性，生活習性不明。